# Misch Leyder
Misch Leyder, né le 25 février 1999,, est un coureur cycliste luxembourgeois.

## Biographie
Après l'obtention de son bac, Misch Leyder commence des études de sport à la LUNEX University, située à Differdange. Ses frères Pit et Jang sont également coureurs cyclistes.
En 2017, il remporte une étape de la Ronde des vallées et termine troisième du championnat du Luxembourg du contre-la-montre juniors, quatrième du Grand Prix Général Patton, treizième du championnat du monde ou encore vingtième du championnat d'Europe chez les juniors (moins de 19 ans). Il rejoint ensuite l'équipe continentale Leopard en 2019.
En 2020, il se classe septième du championnat du Luxembourg du contre-la-montre remporté par Bob Jungels.

## Palmarès

### Par année
- 2016
  - 3e du championnat du Luxembourg sur route juniors
- 2017
  - 3e étape de la Ronde des vallées
  - 3e du championnat du Luxembourg du contre-la-montre juniors
- 2018
  - 3e du Mémorial Gilbert Letêcheur
- 2019
  - 2e du championnat du Luxembourg sur route espoirs

### Classements mondiaux
| Année           | 2019 |
| --------------- | ---- |
| UCI Europe Tour | 972e |

## Palmarès en cyclo-cross
- 2017-2018
  - 2e du championnat du Luxembourg de cyclo-cross espoirs
- 2018-2019
  - 2e du championnat du Luxembourg de cyclo-cross espoirs